# Frieden von Paris (1763)

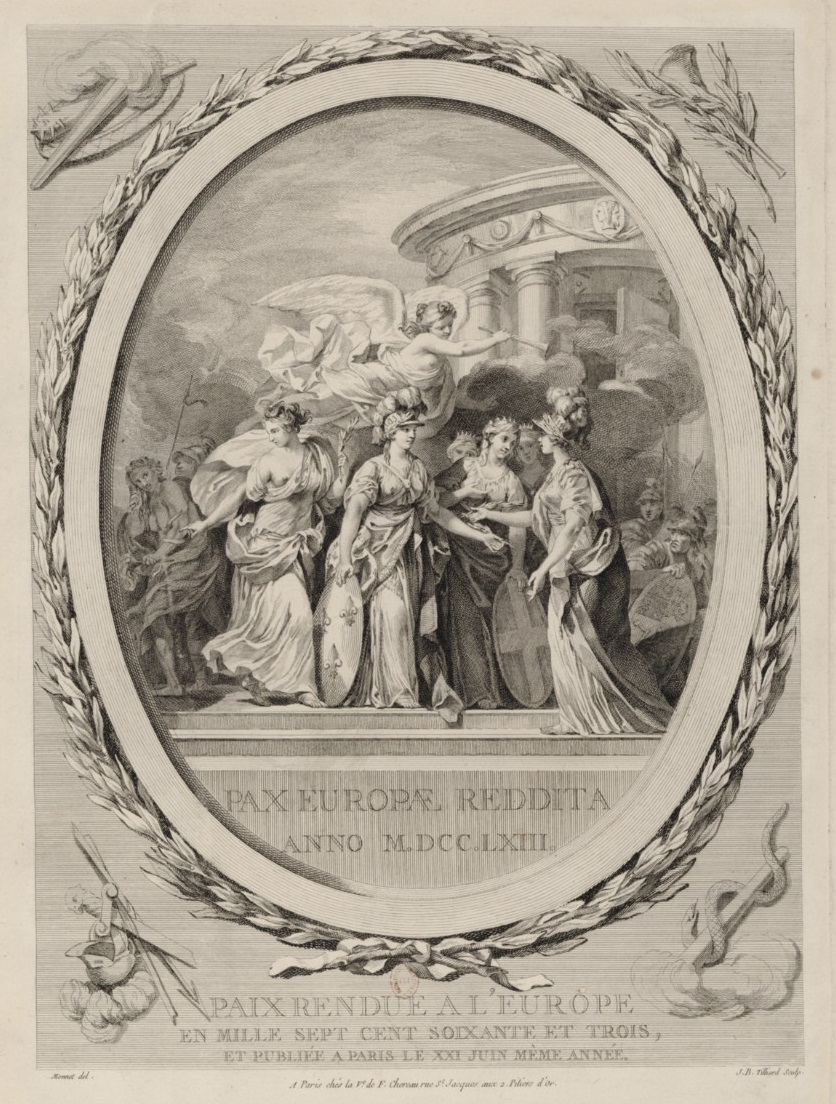
Allegorischer Kupferstich: Der Europa zurückgegebene Friede im Jahr 1763. Vor dem Janustempel tauschen die Personifikationen Frankreichs und Großbritanniens unter der Aufsicht Europas (rechts) Ölzweige, während links Pax herbeieilt.

Mit dem Frieden von Paris endete am 10. Februar 1763 der Siebenjährige Krieg in Westeuropa, Nordamerika und Indien, den Großbritannien und sein Verbündeter Portugal gegen Frankreich und Spanien ausgefochten hatten. Dies betraf vor allem Gebiete im niederrheinisch-westfälischen, oberrheinischen und niedersächsischen Reichskreis sowie die amerikanischen, afrikanischen und indischen Kolonien. Kurz darauf beendete der Frieden von Hubertusburg den Krieg auch zwischen Preußen, der Kaiserin Maria Theresia (Reich und habsburgische Länder) und Kursachsen.
Großbritannien war aus dem Konflikt, insbesondere aus dem Franzosen- und Indianerkrieg in Nordamerika, als einziger Gewinner hervorgegangen. Der Friedensvertrag sprach England das bis dahin spanische Florida zu. Frankreich musste Kanada sowie die Gebiete östlich des Mississippi und um die Großen Seen an die britische Krone abtreten. Darüber hinaus musste es Spanien mit seinen westlich des Mississippi gelegenen Gebieten (Louisiana) für den Verlust Floridas entschädigen. In Nordamerika behielt Frankreich somit nur die Westhälfte der Karibikinsel Hispaniola (das heutige Haiti) sowie die Fischerinseln Saint-Pierre und Miquelon, die nach den Vertragsbedingungen allerdings nicht befestigt werden durften.
Auch die indischen Besitzungen Frankreichs fielen nach dem Dritten Karnatischen Krieg im Frieden von Paris an Großbritannien. Die französische Krone behielt dort nur einige Handelsstützpunkte, unter anderem Pondicherry und Karikal, die 1954 indisch wurden. Auch Senegambia (heute aufgeteilt in Senegal und Gambia) und einige kleinere Besitzungen wurden britisch.
Frankreich musste die schwere Befestigung der Hafenstadt Dünkirchen entfernen.
Einige Bestimmungen des Vertrages wurden 20 Jahre später im Pariser Frieden von 1783 revidiert: Nach der Niederlage Großbritanniens im Amerikanischen Unabhängigkeitskrieg, in dem Frankreich die jungen USA gegen Großbritannien unterstützt hatte, fiel Senegal wieder an Frankreich und Florida an Spanien zurück.

## Siehe auch

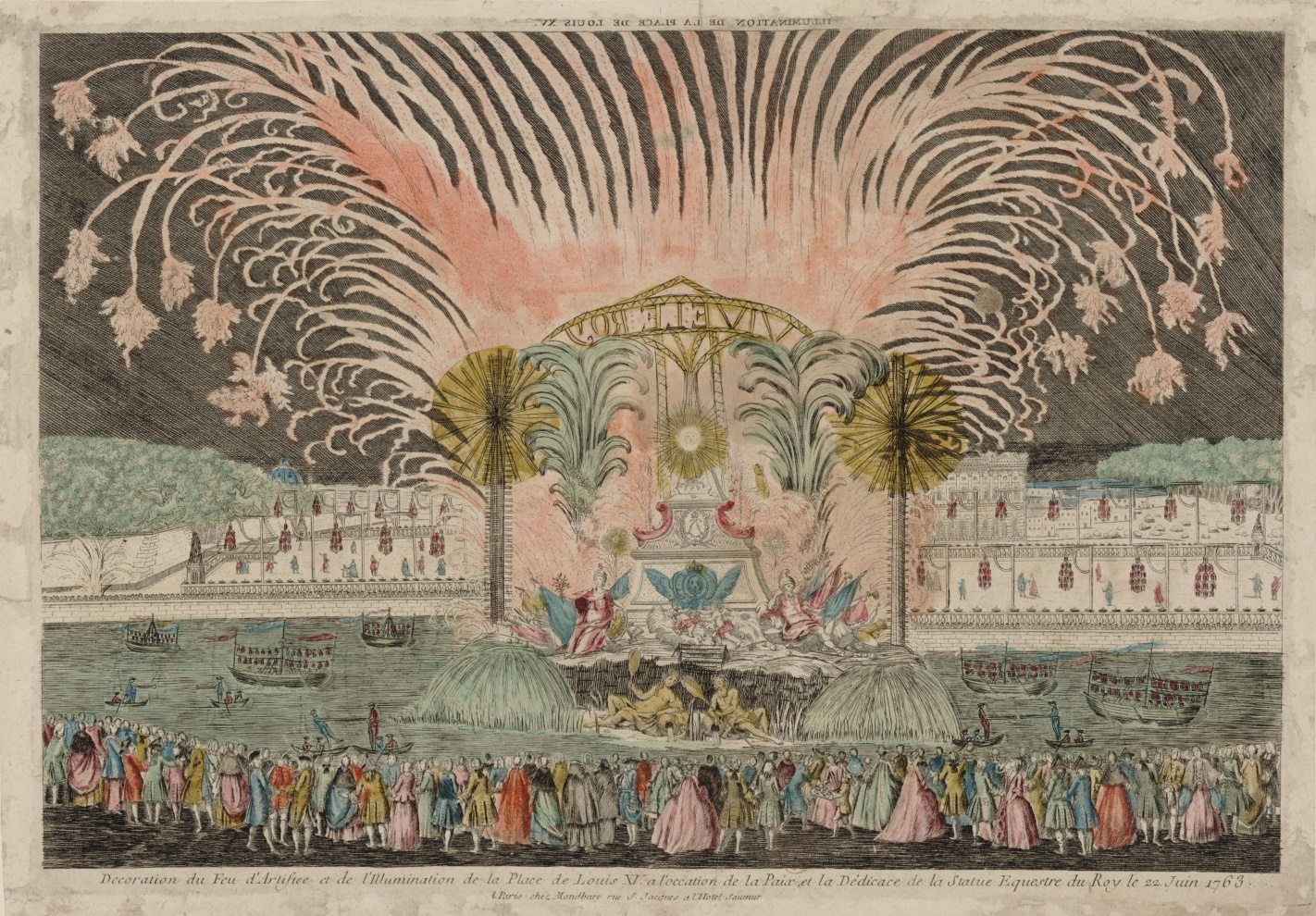
Guckkastenbild der Friedensfeier in Paris: Feuerwerk und ephemere Festarchitektur auf der Place Louis XV am 22. Juni 1763 anlässlich des Friedensschlusses und der Einweihung der Reiterstatue des Königs

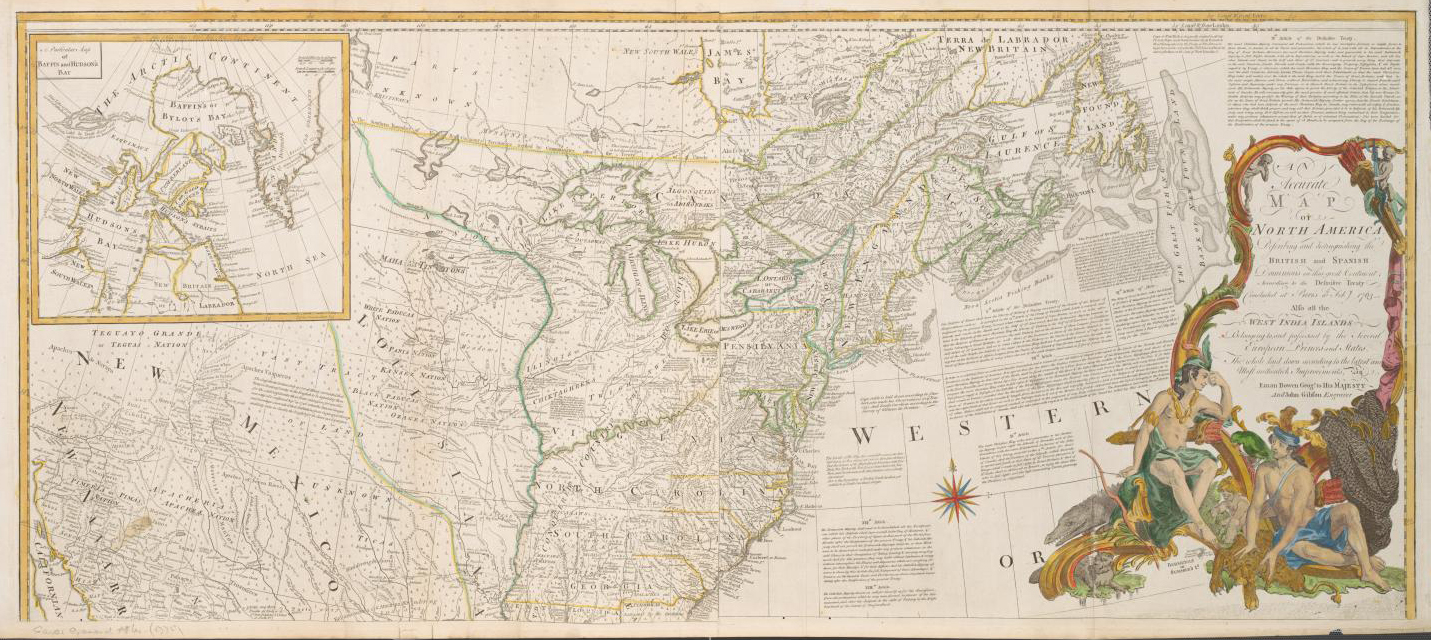
Robert Sayer, Accurate Map of North America, 1775